# Anachis carloslirae
Anachis carloslirae is een slakkensoort uit de familie van de Columbellidae. De wetenschappelijke naam van de soort is voor het eerst geldig gepubliceerd in 1996 door Costa.